# Herb gminy Przyłęk
Herb gminy Przyłęk – jeden z symboli gminy Przyłęk, ustanowiony 31 stycznia 2013.

## Wygląd i symbolika
Herb przedstawia na tarczy w polu zielonym, nad srebrnym falistym pasem, żółwia koloru złotego po stronie prawej i takież koło młyńskie po lewej stronie. Godła herbowe nawiązują do położenia gminy Przyłęk nad Wisłą, tradycji związanych z użytecznym wykorzystaniem wody i ochrony środowiska naturalnego (rezerwat żółwia błotnego w Borowcu). Herb podkreśla więc walory przyrodnicze i turystyczne tej nadwiślańskiej gminy.